# Age of the Fifth Sun
Age Of The Fifth Sun  (с англ. — «Эпоха пятого солнца») — пятый студийный альбом ирландской пост-рок группы God is an Astronaut, вышедший в 2010 году.
Название альбома связано с порядковым номером альбома — 5, вместе с тем эпохой пятого солнца является период  календаря майя, отведенный нашей цивилизации до 20 декабря 2012 года (корреляция 584283).
Релиз сингла «In The Distance Fading» состоялся 12 февраля 2010 года. С 16 апреля года был доступен предзаказ альбома, сам альбом вышел 17 мая 2010 года. Обложка нарисована Дэйвом Кингом.

## Список композиций
| №  | Название                 | Длительность |
| -- | ------------------------ | ------------ |
| 1. | «Worlds in Collision»    | 7:39         |
| 2. | «In the Distance Fading» | 4:31         |
| 3. | «Lost Kingdom»           | 5:23         |
| 4. | «Golden Sky»             | 6:33         |
| 5. | «Dark Rift»              | 5:08         |
| 6. | «Parallel Highway»       | 3:56         |
| 7. | «Shining Through»        | 5:08         |
| 8. | «Age of the Fifth Sun»   | 6:28         |
| 9. | «Paradise Remains»       | 2:25         |

Записано на студии Quill Lane Studio в период - март 2009 - апрель 2010
Микширование и продюсирование - Торстен Кинселла, Захари Даттон-Ханни и Пэт О'Доннелл
Все композиции сочинены - Торстен Кинселла, Нильс Кинселла, Ллойд Ханни, Захари Даттон-Ханни, Пэт О'Доннелл, Томас Кинселла
Оформление альбома - Дейв Кинг
Участники записи -
Торстен Кинселла - гитары, клавишные, вокал, программирование
Нильс Кинселла - бас-гитара, клавишные
Ллойд Ханни - барабаны
Пэт J'Доннел - гитары, клавишные
Захари Даттон-Ханни - барабаны, программирование, клавишные
Крис Ханни - гитары